# Madri
Madri (Sanskrit माद्री, mādrī f., die „Prinzessin der Madra“) ist im Mahabharata der Name der zweiten Frau Pandus und Mutter der Zwillinge Nakula und Sahadeva.

## Ehe mit Pandu
Nach der Ehe mit Kunti begab sich Pandu zusammen mit seinem Onkel Bhishma in die Hauptstadt des Stammes der Madra, wo die Prinzessin Madri lebte. Ihre einzigartige Schönheit war überall bekannt, und so zahlte Bhishma ihrem Vater bereitwillig einen hohen Brautpreis, um sie für Pandu als zweite Frau zu gewinnen. Nach dieser Eheschließung begann Pandu verschiedene Feldzüge zur Erweiterung seines Reiches.
Da Pandu aufgrund eines Fluches keine Kinder zeugen konnte, rief Kunti mithilfe eines Mantras Götter herbei, die an seiner Stelle zu den Vätern dreier Söhne wurden, d. h. Yudhishthira, Bhima und Arjuna. Weil aber auch Madri sich Nachkommen wünschte, bat Pandu Kunti, Madri in ihr Geheimnis einzuweihen. Kunti erklärte Madri, sie solle an einen Gott denken, dann würde er kommen und ihr ein Kind zeugen. Madri dachte daraufhin an die Ashvins, die zu den Vätern von Nakula und Sahadeva wurden.
Eines Tages, als Pandu mit Madri allein im Wald war, wurde er vom Anblick ihrer Schönheit überwältigt und vereinigte sich mit ihr, woraufhin er aufgrund des Fluches sogleich starb. Madri folgte ihm als Witwe in den Freitod.